# Przełęcz Zdżar
Przełęcz Zdżar (również: Żdżar; 550 m n.p.m.) – przełęcz w północno-zachodniej części Beskidu Niskiego, w Paśmie Magurskim.

## Położenie
Leży w grzbiecie między wzniesieniem Sołtysiej Góry (598 m n.p.m.) na południu a Bartnią Górą (632 m n.p.m.) na północy. Ku wschodowi spod przełęczy spływa potok, będący lewobrzeżnym dopływem Siarki, natomiast ku zachodowi – inny drobny ciek wodny, prawobrzeżny dopływ Bielanki.
Formalnie przełęcz stanowi przejście z Bielanki do górnej części Siar, jednak nigdy nie miała ona większego znaczenia komunikacyjnego między tymi miejscowościami. Aktualnie z Bielanki prowadzi na przełęcz dobra droga leśna.

## Etymologia nazwy
W mowie mieszkających tu niegdyś Łemków Zdżar lub Żdżar oznacza wypaloną polanę, miejsce po spalonym lesie, wypalenisko.

## Turystyka
Przez przełęcz biegną piesze szlaki turystyczne:
- Smerekowiec – Schronisko PTTK na Magurze Małastowskiej – Przełęcz Zdżar – Bielanka – Szymbark (Szlak im. Wincentego Pola)
- Gorlice – przełęcz Zdżar – Bielanka – Miejska Góra – Ropa – Wawrzka – Florynka – Jamnica